# Double Jeopardy (marketing)
Double Jeopardy (ou duplo risco) é um fenómeno recorrente no comportamento de compra repetida, mediante o qual as marcas com menor penetração no mercado são também adquiridas com menor frequência. Foi pela primeira vez identificado pelo sociólogo William McPhee em diversos contextos, incluindo audiências de programas de rádio e leitura de banda desenhada. A sua ocorrência tem sido confirmada em múltiplos mercados, tornando-o numa das mais consistentes regularidades empíricas com relevância para a gestão de marketing. Tem grandes implicações para a fidelização dos clientes, na medida em que desvaloriza a ideia segundo a qual as marcas de nichos de mercado podem compensar a sua baixa penetração com uma taxa de frequência invulgarmente elevada.